# Bryomima
Bryomima is een geslacht van vlinders van de familie Uilen (Noctuidae), uit de onderfamilie Cuculliinae.

## Soorten
- B. carducha Staudinger, 1899
- B. defreina Hacker, 1986
- B. hakkariensis de Freina & Hacker, 1985
- B. luteosordida Osthelder, 1933
- B. olivaria Hampson, 1918